# Giovanni Franceschi
Giovanni Franceschi (* 25. April 1963 in Mailand) ist ein ehemaliger italienischer Schwimmer. Er gewann zwei Goldmedaillen im Lagenschwimmen bei den Europameisterschaften 1983.

## Werdegang

### Schwimmkarriere
Franceschi vertrat Italien gemeinsam mit seinem Bruder Raffaele Franceschi bei den Olympischen Sommerspielen 1980, wo er über 400 Meter Lagen bereits im Vorlauf ausschied. Bei den Schwimmweltmeisterschaften 1982 in Guayaquil gewann er die Bronzemedaille über 200 Meter und wurde Vierter über 400 Meter Lagen. Sein größter Erfolg gelang Franceschi bei den Schwimmeuropameisterschaften 1983 in Rom mit zwei Goldmedaillen über 200 und 400 Meter Lagen, jeweils in neuer Europarekordzeit. Bei den Olympischen Sommerspielen 1984 konnte er seinen Vorlauf über 400 Meter Lagen gewinnen, wurde im Finale jedoch nur Achter und Letzter. Über 200 Meter Lagen qualifizierte er sich als Zweiter seines Vorlaufs für das B-Finale, in dem er den dritten Platz belegte.
Franceschi schwamm insgesamt 22 italienische Rekorde, gewann 41 italienische Meistertitel über 50, 100, 200 und 400 Meter Freistil, 100 und 200 Meter Rücken, 100 Meter Delfin und 200 und 400 Meter Lagen.
Inzwischen leitet er das Nuoto + SwimCamp in Riccione und Lignano Sabbiadoro, in denen Schwimmunterricht für die Verbesserung der Schwimmtechnik angeboten wird.

## Erfolge
Hinweis: ER = Europarekord
| Olympische Sommerspiele             | 200 m Lagen            | 400 m Lagen           | 4 × 200 m Freistil         | 4 × 100 m Lagen |
| 1980 Moskau Sowjetunion             | ---                    | 4° im Vorlauf 4′33″66 | ---                        | ---             |
| 1984 Los Angeles Vereinigte Staaten | 3° im Finale B 2′06″10 | 8° 4′26″05            | ---                        | ---             |
| Weltmeisterschaften                 | 200 m Lagen            | 400 m Lagen           | 4 × 200 m Freistil         | 4 × 100 m Lagen |
| 1982 Guayaquil Ecuador              | Bronze 2′04″65         | 4° 4′24″89            | ---                        | ---             |
| 1986 Madrid Spanien                 | ---                    | ---                   | 8° - 7′33″44 Dorf: 1′52″75 | ---             |
| Europameisterschaften               | 200 m Lagen            | 400 m Lagen           | 4 × 200 m Freistil         | 4 × 100 m Lagen |
| 1981 Split Jugoslawien              | Silber 2′04″97         | Bronze 4′24″82        | ---                        | ---             |
| 1983 Rom Italien                    | Gold 2′02″48 - ER      | Gold 4′20″41 - ER     | Bronze: 7′26″01 :          | 7° - 3′50″20 :  |
| 1985 Sofia Bulgarien                | 4° 2′04″55             | 7° 4′30″17            | ---                        | ---             |
| 1987 Straßburg Frankreich           | ---                    | ---                   | ---                        | 4° - 3′46″63 :  |
| Mittelmeerspiele                    | 200 m Lagen            | 400 m Lagen           | 4 × 200 m Freistil         | 4 × 100 m Lagen |
| 1979 Split Jugoslawien              | ---                    | Silber 4′40″98        | ---                        | ---             |
| 1983 Casablanca Marokko             | ---                    | Gold 4′27″30          | Gold: 7′34″48 :            | ---             |
| Jugendeuropameisterschaften         | 200 m Lagen            | ---                   | 100 m Schmetterling        | ---             |
| 1978 Florenz Italien                | Gold 2′12″56           | ---                   | Bronze 59″55               | ---             |

## Italienische Meisterschaften
39 und 17 einzelne Titel in Schwimmstaffeln wie folgt:
- 6 im 50 m Freistil
- 1 im 100 m Freistil
- 1 im 200 m Freistil
- 1 im 400 m Freistil
- 4 im 100 m Rücken
- 1 im 200 m Rücken
- 1 im 100 m Schmetterling
- 12 im 200 m Lagen
- 12 im 400 m Lagen
- 4 im 4 × 100 m Freistil
- 5 im 4 × 200 m Freistil
- 8 im 4 × 100 m Lagen

| Jahr | Ausgabe  | 50 m st. Freistil | 100 m st. Freistil | 200 m st. Freistil | 400 m st. Freistil | 4 × 100 m st. Freistil | 4 × 200 m st. Freistil | 100 m Rücken | 200 m Rücken | 100 m Schmetterling | 200 m Lagen | 400 m Lagen | 4 × 100 m Lagen |
| ---- | -------- | ----------------- | ------------------ | ------------------ | ------------------ | ---------------------- | ---------------------- | ------------ | ------------ | ------------------- | ----------- | ----------- | --------------- |
| 1978 | Sommer   | -                 | -                  | -                  | -                  | -                      | -                      | -            | -            | -                   | -           | 1           | -               |
| 1979 | Sommer   | -                 | -                  | -                  | -                  | -                      | -                      | -            | -            | -                   | -           | 1           | -               |
| 1980 | Frühling | -                 | -                  | -                  | -                  | -                      | -                      | -            | -            | -                   | 1           | 1           | -               |
| 1981 | Frühling | -                 | -                  | -                  | -                  | -                      | -                      | 1            | -            | -                   | 1           | 1           | -               |
| 1981 | Sommer   | -                 | -                  | -                  | -                  | -                      | 1                      | 1            | 1            | -                   | 1           | 1           | -               |
| 1982 | Frühling | -                 | -                  | -                  | -                  | -                      | -                      | 1            | -            | -                   | 1           | 1           | 1               |
| 1982 | Sommer   | -                 | -                  | -                  | -                  | -                      | -                      | -            | -            | -                   | 1           | 1           | -               |
| 1983 | Frühling | -                 | -                  | -                  | -                  | 1                      | 1                      | -            | -            | -                   | 1           | 1           | 1               |
| 1983 | Sommer   | -                 | -                  | -                  | 1                  | 1                      | 1                      | 1            | -            | -                   | 1           | 1           | -               |
| 1984 | Frühling | -                 | -                  | -                  | -                  | 1                      | 1                      | -            | -            | -                   | 1           | 1           | 1               |
| 1984 | Sommer   | -                 | -                  | -                  | -                  | 1                      | 1                      | -            | -            | -                   | -           | 1           | -               |
| 1985 | Frühling | -                 | -                  | -                  | -                  | -                      | -                      | -            | -            | -                   | 1           | 1           | 1               |
| 1985 | Sommer   | -                 | -                  | -                  | -                  | -                      | -                      | -            | -            | -                   | 1           | -           | 1               |
| 1986 | Frühling | 1                 | 1                  | 1                  | -                  | -                      | -                      | -            | -            | -                   | -           | -           | 1               |
| 1986 | Sommer   | 1                 | -                  | -                  | -                  | -                      | -                      | -            | -            | -                   | 1           | -           | 1               |
| 1987 | Frühling | 1                 | -                  | -                  | -                  | -                      | -                      | -            | -            | 1                   | 1           | -           | -               |
| 1987 | Sommer   | 1                 | -                  | -                  | -                  | -                      | -                      | -            | -            | -                   | -           | -           | 1               |
| 1988 | Frühling | 1                 | -                  | -                  | -                  | -                      | -                      | -            | -            | -                   | -           | -           | -               |
| 1988 | Sommer   | 1                 | -                  | -                  | -                  | -                      | -                      | -            | -            | -                   | -           | -           | -               |